# Stor-Åltjärnen
Stor-Åltjärnen är en sjö i Åre kommun i Jämtland och ingår i Indalsälvens huvudavrinningsområde. Sjön har en area på 0,0985 kvadratkilometer och ligger 615,1 meter över havet.

## Delavrinningsområde
Stor-Åltjärnen ingår i det delavrinningsområde (703419-135869) som SMHI kallar för Ovan VDRID = Ullån i Indalsälvens vattendragsyta. Medelhöjden är 593 meter över havet och ytan är 34,89 kvadratkilometer. Räknas de 279 avrinningsområdena uppströms in blir den ackumulerade arean 2 523,19 kvadratkilometer. Indalsälven (Bodsjöströmmen) som avvattnar avrinningsområdet har biflödesordning 2, vilket innebär att vattnet flödar genom totalt 2 vattendrag innan det når havet efter 317 kilometer. Avrinningsområdet består mestadels av skog (64 procent) och kalfjäll (19 procent). Avrinningsområdet har 1,37 kvadratkilometer vattenytor vilket ger det en sjöprocent på 3,9 procent. Bebyggelsen i området täcker en yta av 1,05 kvadratkilometer eller 3 procent av avrinningsområdet.